# Hugo Cuypers
Hugo Cuypers (Luik, 7 februari 1997) is een Belgisch voetballer die doorgaans als aanvaller speelt. Sinds 2024 staat hij onder contract bij het Amerikaanse Chicago Fire.

## Spelerscarrière

### Jeugd
Cuypers groeide op in Fexhe-le-Haut-Clocher. Hij voetbalde in de jeugd voor FC De Zwaluw Vechmaal, Excelsior Veldwezelt en CS Visé. In 2014 stapte hij over naar Standard Luik, waar hij bij de U19 goed was voor 31 goals en 13 assists in zijn debuutseizoen. Het leverde hem in 2015 een tweejarig profcontract af.

### Standard Luik
Op 3 april 2016 maakte Cuypers onder trainer Yannick Ferrera zijn officieel debuut voor Standard Luik. De jonge aanvaller mocht in de Play-off 2-wedstrijd tegen Waasland-Beveren na 83 minuten invallen voor Renaud Emond. Kort daarop werd Cuypers verhuurd aan RFC Seraing uit Eerste klasse amateurs. Daar maakte hij in zijn eerste seizoen zes doelpunten in negentien wedstrijden.

### Ergotelis FC
In de zomer van 2017 liet Standard de jonge aanvaller vertrekken naar de Griekse tweedeklasser Ergotelis FC. Er was sprake dat Cuypers meteen zou worden verhuurd aan de Belgische tweedeklasser Lierse SK, maar de aanvaller bleef in Griekenland. Daar ontplofte de jeugdinternational helemaal: na 28 wedstrijden stond zijn teller op 22 goals. Cuypers kroonde zich zo tot vicetopschutter van de competitie. Het seizoen nadien zou hij echter niet meer spelen: toen Cuypers eerst een transfer naar AEK Athene weigerde en nadien zijn tot 2019 lopende contract niet wilde verlengen, mocht hij geen wedstrijden meer spelen.

### Olympiakos Piraeus
In de zomer van 2019 verhuisde Cuypers na een seizoen zonder wedstrijdselecties naar Olympiakos Piraeus, dat hem meteen uitleende aan de Franse tweedeklasser AC Ajaccio. Hier was hij basisspeler en wist hij zesmaal te scoren in de Ligue 2. Nadat zijn uitleenbeurt afliep sloot Cuypers in de voorbereiding van het seizoen 2020/21 aan bij Olympiakos Piraeus, waar hij zijn kans zou krijgen in het eerste elftal. Op 13 december 2020 scoorde hij als invaller zijn eerste doelpunt voor de club in de ruime 0-6-overwinning tegen PAS Lamia, Cuypers was goed voor het vijfde doelpunt. In april 2021 kroonde hij zich met Olympiakos tot landskampioen.

### KV Mechelen
In juni 2021 ondertekende hij een contract voor vier seizoenen met optie op een extra seizoen bij KV Mechelen.

### KAA Gent
In juni 2022 ondertekende hij een contract tot juni 2026 bij 
KAA Gent. In zijn eerste seizoen bij KAA Gent wordt Cuypers meteen ook topschutter van de Belgische competitie met 27 goals en 8 assists in 39 matchen. Hij is hiermee de eerste Belgische topschutter in de Jupiler PRO LEAGUE sinds Romelu Lukaku in 2010.

### Chicago Fire
Op 6 februari 2024 tekende Cuypers een contract bij Chicago Fire dat in de Amerikaanse Major League Soccer-competitie uitkomt. Hij kreeg er een contract als 'Designated Player', een van de drie spelers bij een MLS-club die meer mogen verdienen dan het salarisplafond aangeeft. KAA Gent zou een transfersom van minstens 12 miljoen euro hebben ontvangen. Op 24 februari 2024 - de openingsspeeldag van het MLS-seizoen 2024 - maakte hij zijn debuut voor Chicago Fire in de uitwedstrijd tegen Philadelphia Union, die op 2-2 eindigde.

## Statistieken
| Seizoen | Club               | Land                      | Competitie             | Competitie | Competitie | Beker | Beker | Supercup | Supercup | Europees | Europees | Totaal | Totaal |
| Seizoen | Club               | Land                      | Competitie             | Wed.       | Dlp.       | Wed.  | Dlp.  | Wed.     | Dlp.     | Wed.     | Dlp.     | Wed.   | Dlp.   |
| ------- | ------------------ | ------------------------- | ---------------------- | ---------- | ---------- | ----- | ----- | -------- | -------- | -------- | -------- | ------ | ------ |
| 2015/16 | Standard Luik      | Vlag van België           | Jupiler Pro League     | 1          | 0          | 0     | 0     | —        | —        | 0        | 0        | 1      | 0      |
| 2016/17 | → RFC Seraing      | Vlag van België           | Eerste klasse amateurs | 19         | 6          | 0     | 0     | —        | —        | —        | —        | 19     | 6      |
| 2017/18 | Ergotelis FC       | Vlag van Griekenland      | Football League        | 28         | 22         | 2     | 0     | —        | —        | —        | —        | 30     | 22     |
| 2018/19 | Ergotelis FC       | Vlag van Griekenland      | Football League        | 0          | 0          | 0     | 0     | —        | —        | —        | —        | 0      | 0      |
| 2019/20 | Olympiakos Piraeus | Vlag van Griekenland      | Super League           | 0          | 0          | 0     | 0     | —        | —        | 0        | 0        | 0      | 0      |
| 2019/20 | → AC Ajaccio       | Vlag van Frankrijk        | Ligue 2                | 22         | 5          | 1     | 0     | —        | —        | —        | —        | 23     | 5      |
| 2020/21 | Olympiakos Piraeus | Vlag van Griekenland      | Super League           | 10         | 1          | 4     | 1     | 0        | 0        | 0        | 0        | 14     | 2      |
| 2021/22 | KV Mechelen        | Vlag van België           | Jupiler Pro League     | 34         | 13         | 2     | 0     | —        | —        | —        | —        | 36     | 13     |
| 2022/23 | KAA Gent           | Vlag van België           | Jupiler Pro League     | 39         | 27         | 3     | 1     | 1        | 0        | 7        | 3        | 50     | 31     |
| 2023/24 | KAA Gent           | Vlag van België           | Jupiler Pro League     | 20         | 6          | 2     | 1     | 0        | 0        | 11       | 10       | 33     | 17     |
| 2023/24 | Chicago Fire FC    | Vlag van Verenigde Staten | Major League Soccer    | 5          | 2          | 0     | 0     | 0        | 0        | 0        | 0        | 5      | 2      |
| TOTAAL  | TOTAAL             | TOTAAL                    | TOTAAL                 | 178        | 82         | 14    | 3     | 1        | 0        | 18       | 13       | 211    | 98     |

## Interlandcarrière
In 2016 werd Cuypers voor het eerst opgeroepen als jeugdinternational voor de U19 van het Belgisch voetbalelftal door bondscoach Gert Verheyen. Hij debuteerde op 2 maart 2016 in de oefeninterland tegen Denemarken waarin hij één helft meespeelde. Cuypers speelde uiteindelijk 4 interlands waarin hij één doelpunt scoorde in de interland tegen Bulgarije.